# Michael Müller (Kanute)
Michael Müller (* 31. März 1993 in Magdeburg) ist ein deutscher Kanute. 

## Leben
Erste internationale Erfolge erzielte Müller 2010 bei der Junioren-Europameisterschaft mit einer Silbermedaille im Vierer-Kanadier über 1000 Meter und einem sechsten Platz im Einer-Kanadier über 500 Meter. Bei der Junioren-Weltmeisterschaft 2011 erreichte er einen vierten Platz im Zweier-Kanadier über 1000 Meter sowie einen achten Platz im Vierer über die gleiche Distanz. 2014 wurde er Vierter im Einer über 1000 Meter bei der U23-WM.
Bei den Europa- und Weltmeisterschaften 2014 erzielte er im Vierer über 1000 Meter jeweils den fünften Platz. Die Kanurennsport-Weltmeisterschaften 2015 schloss er als Siebenter im Zweier über 1000 Meter ab. Eine Bronzemedaille im Zweier-Kanadier über 1000 Meter holte er bei den Europaspielen 2015.
Die U23-WM im Jahr 2016 schloss er mit einem vierten Platz im Zweier über 1000 und als Fünfter im Vierer über 500 Meter ab. Er nahm auch an den Europameisterschaften 2018 teil, wo er im Vierer über 500 Meter einen sechsten Platz belegte. In der gleichen Klasse gelang bei der WM 2018 ein vierter Platz.
Beim Weltcup 2021 im ungarischen Szegedin verpasste Müller die Qualifikation für die Olympischen Sommerspiele 2020. Er durfte aber als Reserve mitfahren, wobei er jedoch nicht zum Einsatz kam.
Der in Magdeburg lebende Müller, Spitzname Kowalle ist gelernter Industriekaufmann und Sportsoldat. Er trainiert beim SC Magdeburg. Langjähriger Trainer war Detlef Hummelt. Müller ist 1,96 Meter groß und 107 Kilogramm schwer (Stand 2019).

## Auszeichnungen
Für seinen Engagement im Zuge der Olympischen Sommerspiele 2020 durfte er sich 2021 in das Goldene Buch der Stadt Magdeburg eintragen.